# NGC 2751
NGC 2751 este o galaxie LINER situată în constelația Racul. A fost descoperită în 28 martie 1864 de către Albert Marth.